# Hella, Norge
Hella är en by i Sogndals kommun i Vestland fylke i västra Norge. Byn ligger på norra sidan av Sognefjorden, vid mynningen av fjordarmen Fjærlandsfjorden. Här finns ett färjeläge där riksväg 13 genom färjeförbindelser ansluter mot Dragsviki på andra sidan Fjærlandsfjorden (där fylkesväg 55 och fylkesväg 613 tar vid) och Vangsnes på andra sidan Sognefjorden.